# メリー・クリスマス・ダーリン
「メリー・クリスマス・ダーリン」（Merry Christmas Darling）は、カーペンターズが1970年に発表したシングル。メジャー・デビュー後としては4枚目のシングルで、初のクリスマス・シングルでもある。

## 解説
作曲はリチャード・カーペンターによる。作詞を担当したフランク・プーラーは、カーペンター兄妹が通っていたカリフォルニア州立大学ロングビーチ校の教員である。オリジナル・アルバム未収録で、1978年発表のクリスマス・アルバム『クリスマス・ポートレイト』に初収録された。
1970年のクリスマス・シーズンに、アルバム『遙かなる影』収録曲「ミスター・グーダー」をB面に収録してリリースされ、『ビルボード』誌のクリスマス・チャートで1位を獲得した。1971年にはイギリスでも発売され、1972年初頭に全英45位に達した。日本では、1971年のシングル「スーパースター」のB面曲として発表された。
本国アメリカではその後もクリスマス・シーズンに再リリースされ、1974年には2作目のクリスマス・シングル「サンタが街にやってくる」のB面に再収録された。イギリスでは1990年のクリスマス・シーズンに「遙かなる影」をカップリングとして再リリースされ、25位に達した。

## カヴァー
- ヴァネッサ・ウィリアムスのクリスマス・アルバム『シルヴァー・アンド・ゴールド』（2004年）に収録。ヴァネッサのヴァージョンは、『ビルボード』誌のアダルト・コンテンポラリー・チャートで18位に達した[6]。